# J. Edward Bromberg
Joseph Edward Bromberg (ur. 25 grudnia 1903, zm. 6 grudnia 1951) – amerykański aktor filmowy i teatralny.

## Wybrana filmografia[1]
- Zakochane kobiety (Ladies in Love, 1936)
- Pod dwiema flagami (Under Two Flags, 1936)
- Pasażerka na gapę (Stowaway, 1936)
- Dwaj mężowie pani Vicky (Second Honeymoon, 1937)
- Słowiczek (Rebecca of Sunnybrook Farm, 1938)
- The Baroness and the Butler (1938)
- Hollywoodzka kawalkada (Hollywood Cavalcade, 1939)
- Znak Zorro (The Mark of Zorro, 1940)
- Niewidzialny agent (Invisible Agent, 1942)
- Upiór w operze (Phantom of the Opera, 1943)
- Syn Draculi (Son of Dracula, 1943)
- Pillow of Death (1945)
- Queen of the Amazons (1947)
- Zabiłem Jessego Jamesa (I Shot Jesse James, 1946)
- Guilty Bystander (1950)